# Johanna Larsson (teniszező)
Johanna Larsson (Boden, 1988. augusztus 17. –) svéd hivatásos teniszezőnő, olimpikon.
2006–2020 közötti profi pályafutása során egyéniben két WTA-tornát nyert, párosban 14 alkalommal győzött. Ezen kívül egyéniben tizenháromszor, párosban tizenhétszer nyert ITF-versenyt. A Grand Slam-tornák közül egyéniben a 2014-es Roland Garroson, valamint a 2014-es és a 2016-os US Openen bejutott a harmadik fordulóba. Párosban a 2019-es Roland Garroson az elődöntőig jutott. 2017-ben a holland Kiki Bertens párjaként bejutott a WTA Finals döntőjébe, ahol a Babos Tímea–Andrea Hlaváčková magyar-cseh párostól szenvedtek vereséget. Legjobb egyéni világranglista-helyezése a negyvenötödik, amelyet 2016. szeptember 19-én ért el, párosban a huszadik, amely helyre 2017. október 30-án került.
2005–2020 között 85 mérkőzést játszott a svéd Fed-kupa-válogatott tagjaként. A 2016. évi nyári olimpiai játékok résztvevője volt.
2020. február végén jelentette be visszavonulását.

## WTA-döntői

### Egyéni

#### Győzelmei (2)
| Összesítés           |                        |
| Grand Slam-torna (0) |                        |
| Tier I (0)           | Premier Mandatory* (0) |
| Tier II (0)          | Premier Five* (0)      |
| Tier III (0)         | Premier* (0)           |
| Tier IV (0)          | International* (2)     |
| Tier V (0)           | Challenger* (0)        |

* 2009-től megváltozott a tornák rendszere.
 Az egymás mellett azonos színnel jelölt tornatípusok között nincs teljes mértékű megfelelés.
|    | Dátum            | Torna                                              | Borítás | Ellenfél a döntőben | Eredmény a döntőben | Eredmény a döntőben |
| 1. | 2015. július 19. | Swedish Open, Båstad, Svédország                   | Salak   | Mona Barthel        | 6–3, 7–6(2)         |                     |
| 2. | 2018. május 26.  | Nürnberger Versicherungscup, Nürnberg, Németország | Salak   | Alison Riske        | 7–6(4), 6–4         |                     |

#### Elveszített döntői (3)
|    | Dátum            | Torna                               | Borítás | Ellenfél a döntőben | Eredmény a döntőben |
| 1. | 2010. július 15. | Banka Koper Slovenia Open, Portorož | Kemény  | Anna Csakvetadze    | 1–6, 2–6            |
| 2. | 2011. július 9.  | Collector Swedish Open, Båstad      | Salak   | Polona Hercog       | 4–6, 5–7            |
| 3. | 2013. július 21. | Swedish Open, Båstad, Svédország    | Salak   | Serena Williams     | 4–6, 1–6            |

### Páros

#### Győzelmei (14)
| Összesítés           |                        |
| Grand Slam-torna (0) |                        |
| Tier I (0)           | Premier Mandatory* (0) |
| Tier II (0)          | Premier Five* (0)      |
| Tier III (0)         | Premier* (0)           |
| Tier IV (0)          | International* (14)    |
| Tier V (0)           | Challenger* (0)        |
| WTA Finals (0)       |                        |

* 2009-től megváltozott a tornák rendszere.
 Az egymás mellett azonos színnel jelölt tornatípusok között nincs teljes mértékű megfelelés.
|     | Dátum                | Torna                                              | Borítás    | Partner          | Ellenfelek a döntőben                           | Eredmény a döntőben | Eredmény a döntőben |
| 1.  | 2010. szept. 19.     | Bell Challenge, Québec                             | Kemény (f) | Sofia Arvidsson  | B. Mattek-Sands B. Záhlavová-Strýcová           | 6–1, 2–6, [10–6]    |                     |
| 2.  | 2011. június 12.     | e-Boks Sony Ericsson Open, Koppenhága              | Kemény (f) | Jasmin Wöhr      | Kristina Mladenovic Katarzyna Piter             | 6–3, 6–3            |                     |
| 3.  | 2015. január 17.     | Moorilla Hobart International, Hobart, Ausztrália  | Kemény     | Kiki Bertens     | Vitalija Gyjacsenko Monica Niculescu            | 7–5, 6–3            |                     |
| 4.  | 2015. július 19.     | Swedish Open, Båstad, Svédország                   | Salak      | Kiki Bertens     | Tatjana Maria Olha Szavcsuk                     | 7–5, 6–4            |                     |
| 5.  | 2016. május 21.      | Nürnberger Versicherungscup, Nürnberg, Németország | Salak      | Kiki Bertens     | Aojama Suko Renata Voráčová                     | 6–3, 6–4            |                     |
| 6.  | 2016. szeptember 25. | KDB Korea Open, Szöul, Dél-Korea                   | Kemény     | Kirsten Flipkens | Omae Akiko Peangtarn Plipuech                   | 6–2, 6-3            |                     |
| 7.  | 2016. október 16.    | Linz Open, Linz, Ausztria                          | Kemény     | Kiki Bertens     | Anna-Lena Grönefeld Květa Peschke               | 4–6, 6–2, [10–7]    |                     |
| 8.  | 2016. október 22.    | BGL Luxembourg Open, Luxembourg, Luxemburg         | Kemény (f) | Kiki Bertens     | Monica Niculescu Patricia Maria Țig             | 4-6, 7-5, [11-9]    |                     |
| 9.  | 2017. január 7.      | ASB Classic, Auckland, Ausztrália                  | Kemény     | Kiki Bertens     | Demi Schuurs Renata Voráčová                    | 6-2, 6-2            |                     |
| 10. | 2017. július 23.     | Ladies Championship Gstaad, Gstaad, Svájc          | Salak      | Kiki Bertens     | Viktorija Golubic Nina Stojanović               | 7–6(4), 4–6, [10–7] |                     |
| 11. | 2017. szeptember 24. | Korea Open, Szöul, Dél-Korea                       | Kemény     | Kiki Bertens     | Luksika Kumkhum Peangtarn Plipuech              | 6–4, 6–1            |                     |
| 12. | 2017. október 15.    | Generali Ladies Linz, Linz, Ausztria               | Kemény (f) | Kiki Bertens     | Natyela Dzalamidze Xenia Knoll                  | 3–6, 6–3, [10–4]    |                     |
| 13. | 2018. október 14.    | Ladies Linz, Linz                                  | Kemény (f) | Kirsten Flipkens | Raquel Atawo Anna-Lena Grönefeld                | 4–6, 6–4, [10–5]    |                     |
| 14. | 2019. június 23.     | Mallorca Open, Mallorca                            | Fű         | Kirsten Flipkens | María José Martínez Sánchez Sara Sorribes Tormo | 6–2, 6–4            |                     |

#### Elveszített döntői (9)
|    | Dátum                | Torna                                                                        | Borítás    | Partner            | Ellenfelek a döntőben                          | Eredmény a döntőben | Eredmény a döntőben |
| 1. | 2013. február 23.    | U.S. National Indoor Tennis Championships Memphis, Amerikai Egyesült Államok | Kemény (f) | Sofia Arvidsson    | Kristina Mladenovic Galina Voszkobojeva        | 6–7(5), 3–6         |                     |
| 2. | 2014. február 22.    | Rio Open, Rio de Janeiro, Brazília                                           | Salak      | Chanelle Scheepers | Irina-Camelia Begu María Irigoyen              | 2–6, 0–6            |                     |
| 3. | 2015. szeptember 27. | KDB Korea Open, Szöul, Dél-Korea                                             | Kemény     | Kiki Bertens       | Lara Arruabarrena Andreja Klepač               | 6–2, 3–6, [6–10]    |                     |
| 4. | 2016. február 27.    | Mexican Open, Acapulco, Mexikó                                               | Kemény     | Kiki Bertens       | Anabel Medina Garrigues Arantxa Parra Santonja | 0–6, 4–6            |                     |
| 5. | 2017. május 27.      | Nürnberger Versicherungscup, Nürnberg, Németország                           | Salak      | Kirsten Flipkens   | Nicole Melichar Anna Smith                     | 6–3, 3–6, [9–11]    |                     |
| 6. | 2017. október 29.    | WTA Finals, Szingapúr                                                        | Kemény (f) | Kiki Bertens       | Babos Tímea Andrea Hlaváčková                  | 6–4, 4–6, [5–10]    |                     |
| 7. | 2018. február 25.    | Hungarian Ladies Open, Budapest                                              | Kemény (f) | Kirsten Flipkens   | Stollár Fanny Georgina García Pérez            | 6–4, 4–6, [3–10]    |                     |
| 8. | 2018. május 26.      | Nürnberger Versicherungscup, Nürnberg                                        | Salak      | Kirsten Flipkens   | Demi Schuurs Katarina Srebotnik                | 6–3, 3–6, [7–10]    |                     |
| 9. | 2019. január 12.     | Moorilla Hobart International, Hobart                                        | Kemény     | Kirsten Flipkens   | Csan Hao-csing Latisha Chan                    | 3–6, 6–3, [6–10]    |                     |

## ITF döntői

### Egyéni: 25 (13 győzelem, 12 vereség)
| Díjazás        |
| -------------- |
| $100,000 torna |
| $75,000 torna  |
| $50,000 torna  |
| $25,000 torna  |
| $10,000 torna  |

| Borításonként |
| ------------- |
| Kemény (8–3)  |
| Salak (4–9)   |
| Fű (0–0)      |
| Szőnyeg (0–0) |

| Eredmény | Dátum               | Torna                                 | Borítás    | Ellenfél                   | Eredmény      |
| -------- | ------------------- | ------------------------------------- | ---------- | -------------------------- | ------------- |
| Győztes  | 2005. május 15.     | Falkenberg, Svédország                | Salak      | Sofia Arvidsson            | 6–1, 6–3      |
| Döntős   | 2005. június 21.    | Oslo, Norvégia                        | Salak      | Mari Andersson             | 4–6, 4–6      |
| Döntős   | 2005. november 3.   | Stockholm, Svédország                 | Salak      | Carmen Klaschka            | 3–6 3–6       |
| Győztes  | 2006. május 16.     | Bol Horvátország                      | Salak      | Tereza Mrdeža              | 6–1, 6–3      |
| Győztes  | 2007. április 24.   | Falkenberg Svédország                 | Salak      | Anne Schäfer               | 6–2, 7–6      |
| Győztes  | 2007. október 29.   | Stockholm, Svédország                 | Kemény (f) | Nadja Roma                 | 6–2, 6–1      |
| Döntős   | 2008. január 16.    | Sunderland, Egyesült Királyság        | Kemény (f) | Elena Kulikova             | 2–6, 6–7      |
| Győztes  | 2008. február 5.    | Sutton, Egyesült Királyság            | Kemény (f) | Andrea Hlaváčková          | 7–5, 6–0      |
| Győztes  | 2008. február 11.   | Stockholm, Svédország                 | Kemény (f) | Barbora Záhlavová-Strýcová | 0–6, 6–1, 7–6 |
| Döntős   | 2009. augusztus 4.  | Hechingen, Németország                | Salak      | Yvonne Meusburger          | 7–5 5–7 2–6   |
| Döntős   | 2009. szeptember 7. | Alphen aan den Rijn, Hollandia        | Salak      | Iryna Brémond              | 3–6 3–6       |
| Döntős   | 2009. október 27.   | Isztambul, Törökország                | Kemény (f) | Maret Ani                  | 5–7 7–6 2–6   |
| Győztes  | 2009. október 5.    | Barnstaple, Egyesült Királyság        | Kemény (f) | Pauline Parmentier         | 6–2, 6–2      |
| Győztes  | 2009. október 19.   | Glasgow, Egyesült Királyság           | Kemény (f) | Melanie South              | 6–1, 1–6, 6–3 |
| Döntős   | 2010. január 12.    | Plantation, Amerikai Egyesült Államok | Salak      | Ajla Tomljanović           | 3–6 3–6       |
| Győztes  | 2010. február 28.   | Biberach, Németország                 | Kemény (f) | Romina Oprandi             | 4–6, 6–2, 6–2 |
| Győztes  | 2010. március 8.    | Clearwater, Amerikai Egyesült Államok | Kemény     | Csang Suaj                 | 7–6, 6–0      |
| Győztes  | 2010. március 22.   | Jersey, Egyesült Királyság            | Kemény (f) | Anna Smith                 | 6–2, 6–3      |
| Döntős   | 2010. június 7.     | Marseille, Franciaország              | Salak      | Klára Zakopalová           | 3–6, 3–6      |
| Döntős   | 2010. október 6.    | Barnstaple, Egyesült Királyság        | Kemény (f) | Alison Riske               | 2–6, 0–6      |
| Győztes  | 2012. július 2.     | Biella, Olaszország                   | Salak      | Ana Tatisvili              | 6–3, 6–4      |
| Döntős   | 2014. június 8.     | Marseille, Franciaország              | Salak      | Alexandra Dulgheru         | 3–6, 5–7      |
| Döntős   | 2014. augusztus 17. | Bogotá, Kolumbia                      | Salak      | Lara Arruabarrena          | 1–6, 3–6      |
| Döntős   | 2015. július 12.    | Versmold, Németország                 | Salak      | Carina Witthöft            | 3–6, 3–6      |
| Győztes  | 2017. július 16.    | Contrexéville, Franciaország          | Salak      | Tatjana Maria              | 6–1, 6–4      |

### Páros: 26 (17 győzelem, 9 vereség)
| Díjazás        |
| -------------- |
| $100,000 torna |
| $75,000 torna  |
| $50,000 torna  |
| $25,000 torna  |
| $10,000 torna  |

| Borításonként |
| ------------- |
| Kemény (9–4)  |
| Salak (7–5)   |
| Fű (1–0)      |
| Szőnyeg (0–0) |

| Eredmény | Dátum                | Torna                                        | Borítás    | Partner            | Ellenfelek                           | Eredmény         |
| -------- | -------------------- | -------------------------------------------- | ---------- | ------------------ | ------------------------------------ | ---------------- |
| Győztes  | 2005. május 14.      | Falkenberg, Svédország                       | Salak      | Mari Andersson     | Natalia Kołat Monika Schneider       | 6–1, 6–1         |
| Győztes  | 2005. június 25.     | Oslo, Norway                                 | Salak      | Nadja Roma         | Kristina Andlovic Karoline Borgensen | 6–4, 6–4         |
| Döntős   | 2005. november 6.    | Stockholm, Svédország                        | Kemény (f) | Mari Andersson     | Eva-Maria Hoch Martina Pavelec       | 4–6, 3–6         |
| Döntős   | 2006. április 9.     | Makarska, Horvátország                       | Salak      | Nadja Roma         | Raluca Olaru Antonia Xenia Tout      | 4–6, 5–7         |
| Győztes  | 2007. október 7.     | Nantes, Franciaország                        | Kemény     | Sofia Arvidsson    | Melanie South Caroline Maes          | 4–6, 7–5, [10–7] |
| Győztes  | 2007. október 20.    | Glasgow, Egyesült Királyság                  | Kemény     | Sofia Arvidsson    | Veronika Chvojková Kathrin Wörle     | 6–2, 6–3         |
| Győztes  | 2007. november 4.    | Stockholm, Svédország                        | Kemény     | Nadja Roma         | Diana Eriksson Hanne-Skak Jensen     | 6–7, 6–3, [10–6] |
| Győztes  | 2008. január 19.     | Sunderland, Egyesült Királyság               | Kemény     | Anna Smith         | Martina Babáková Iveta Gerlová       | 6–1, 3–6, [10–3] |
| Döntős   | 2008. február 5.     | Sutton, Nagy-Britannia                       | Kemény (f) | Anna Smith         | Andrea Hlaváčková Lucie Hradecká     | 3–6, 3–6         |
| Győztes  | 2008. február 15.    | Stockholm, Svédország                        | Kemény     | Anna Smith         | Neda Kozić Ivana Lisjak              | 6–0, 7–5         |
| Győztes  | 2008. szeptember 28. | Shrewsbury, United Kingdom                   | Kemény     | Anna Smith         | Sarah Borwell Courtney Nagle         | 7–6, 6–4         |
| Győztes  | 2008. október 4.     | Helsinki, Finnország                         | Kemény     | Emma Laine         | Patricia Mayr Marie-Ève Pelletier    | 6–4, 6–2         |
| Döntős   | 2009- április 20.    | Bari, Olaszország                            | Salak      | Anna Smith         | Irina Burjacsok Renata Voráčová      | 7–5, 2–6, [5–10] |
| Győztes  | 2009. június 27.     | Kristinehamn, Svédország                     | Salak      | Hanne-Skak Jensen  | Sofia Arvidsson Sandra Roma          | 7–6, 6–2         |
| Győztes  | 2009. augusztus 2.   | Bad Saulgau, Németország                     | Salak      | Hanne-Skak Jensen  | Yurika Sema Darija Jurak             | 6–2, 6–3         |
| Döntős   | 2009. augusztus 10.  | Koksijde, Belgium                            | Salak      | Anna Smith         | Shannon Golds Nicole Kriz            | 6–7(3), 2–6      |
| Döntős   | 2009. augusztus 31.  | Katowice, Lengyelország                      | Salak      | Melanie Klaffner   | Karolina Kosińska Szatmári Ágnes     | 1–6, 6–2, [5–10] |
| Döntős   | 2009. szeptember 22. | Shrewsbury, Nagy-Britannia                   | Kemény (f) | Anna Smith         | Kristina Barrois Yvonne Meusburger   | 6–3, 4–6, [7–10] |
| Döntős   | 2009. szeptember 29. | Helsinki, Finnország                         | Kemény (f) | Anna Smith         | Emma Laine Melanie South             | 3–6, 3–6         |
| Győztes  | 2009. október 11.    | Barnstaple, Egyesült Királyság               | Kemény     | Anna Smith         | Emma Laine Kelly Anderson            | 7–5, 6–4         |
| Győztes  | 2010. március 20.    | Fort Walton Beach, Amerikai Egyesült Államok | Kemény     | Chanelle Scheepers | Christina Fusano Courtney Nagle      | 2–6, 7–6, [10–7] |
| Győztes  | 2010. június 12.     | Marseille, Franciaország                     | Salak      | Yvonne Meusburger  | Stéphanie Cohen-Aloro Aurélie Védy   | 6–4, 6–2         |
| Győztes  | 2011. július 24.     | Pétange, Luxemburg                           | Salak      | Jasmin Wöhr        | Anna-Lena Grönefeld Kristina Barrois | 7–6, 6–4         |
| Döntős   | 2011. szeptember 25. | Saint-Malo, Franciaország                    | Salak      | Jasmin Wöhr        | Nina Bratchikova Darija Jurak        | 4–6 2–6          |
| Győztes  | 2014. május 5.       | Cagnes-sur-Mer, Franciaország                | Salak      | Kiki Bertens       | Tatiana Búa Daniela Seguel           | 7–6, 6–4         |
| Győztes  | 2018. június 29.     | Southsea, Egyesült Királyság                 | Fű         | Kirsten Flipkens   | Alicja Rosolska Abigail Spears       | 6-4, 3-6, [11-9] |

## Eredményei Grand Slam-tornákon

### Egyéniben
| Grand Slam | Australian Open | Australian Open     | Roland Garros | Roland Garros        | Wimbledon      | Wimbledon            | US Open       | US Open            |
| Év         | Eredmény        | Utolsó ellenfél     | Eredmény      | Utolsó ellenfél      | Eredmény       | Utolsó ellenfél      | Eredmény      | Utolsó ellenfél    |
| 2008       | –               | –                   | Selejtező (3) | Selejtező (3)        | Selejtező (2)  | Selejtező (2)        | Selejtező (3) | Selejtező (3)      |
| 2009       | Selejtező (1)   | Selejtező (1)       | –             | –                    | –              | –                    | –             | –                  |
| 2010       | –               | –                   | 2. kör        | Akgul Amanmuradova   | Selejtező (1)  | Selejtező (1)        | 1. kör        | Alisza Klejbanova  |
| 2011       | 1. kör          | L. Domínguez Lino   | 2. kör        | Jekatyerina Makarova | 1. kör         | Polona Hercog        | 1. kör        | Viktorija Azaranka |
| 2012       | 1. kör          | Kaia Kanepi         | 1. kör        | Melanie Oudin        | 1. kör         | Czink Melinda        | 1. kör        | Dominika Cibulková |
| 2013       | 1. kör          | Jelena Janković     | 2. kör        | Sorana Cîrstea       | 1. kör         | Jekatyerina Makarova | 1. kör        | Mona Barthel       |
| 2014       | 1. kör          | Viktorija Azaranka  | 3. kör        | Eugenie Bouchard     | 1. kör         | Bojana Jovanovski    | 3. kör        | Jelena Janković    |
| 2015       | 2. kör          | Agnieszka Radwańska | 1. kör        | Daria Gavrilova      | 1. kör         | Christina McHale     | 1. kör        | Camila Giorgi      |
| 2016       | 2. kör          | Madison Brengle     | 2. kör        | Cvetana Pironkova    | 1. kör         | Jekatyerina Makarova | 3. kör        | Serena Williams    |
| 2017       | –               | –                   | 2. kör        | Julija Putyinceva    | 1. kör         | Petra Kvitová        | 1. kör        | Ajla Tomljanović   |
| 2018       | 1. kör          | Luksika Kumkhum     | 1. kör        | B Mattek-Sands       | 1. kör         | Venus Williams       | 2. kör        | Angelique Kerber   |
| 2019       | 2. kör          | Caroline Wozniacki  | 2. kör        | Garbiñe Muguruza     | Selejtező (Q1) | Selejtező (Q1)       | 1. kör        | Lauren Davis       |
| 2020       | 1. kör          | Paula Badosa        | –             | –                    | –              | –                    | –             | –                  |

### Párosban
| Grand Slam | Australian Open          | Australian Open                      | Roland Garros             | Roland Garros                         | Wimbledon                   | Wimbledon                               | US Open                 | US Open                                  |
| Év         | Eredmény Partner         | Utolsó ellenfél                      | Eredmény Partner          | Utolsó ellenfél                       | Eredmény Partner            | Utolsó ellenfél                         | Eredmény Partner        | Utolsó ellenfél                          |
| 2010       | –                        | –                                    | –                         | –                                     | Selejtező Yvonne Meusburger | Selejtező Yvonne Meusburger             | 1. kör Sofia Arvidsson  | Vitalija Gyjacsenko İpek Şenoğlu         |
| 2011       | 2. kör Sofia Arvidsson   | Csan Jung-zsan Agnieszka Radwańska   | 2. kör Kristina Barrois   | Szánija Mirza Jelena Vesznyina        | 1. kör Jasmin Wöhr          | Raquel Kops-Jones Abigail Spears        | 1. kör Jasmin Wöhr      | Dominika Cibulková Francesca Schiavone   |
| 2012       | 1. kör Sofia Arvidsson   | Vera Dusevina Sahar Peér             | 1. kör Sofia Arvidsson    | Natalie Grandin Vladimíra Uhlířová    | 1. kör Sofia Arvidsson      | Līga Dekmeijere Varvara Lepchenko       | 1. kör Sofia Arvidsson  | Klaudia Jans-Ignacik Kristina Mladenovic |
| 2013       | 1. kör Sofia Arvidsson   | Sara Errani Roberta Vinci            | 1. kör Sofia Arvidsson    | Varvara Lepchenko Cseng Szaj-szaj     | 1. kör Sofia Arvidsson      | Kristina Mladenovic Galina Voszkobojeva | 2. kör Kiki Bertens     | Kristina Mladenovic Galina Voszkobojeva  |
| 2014       | –                        | –                                    | –                         | –                                     | –                           | –                                       | –                       | –                                        |
| 2015       | Negyeddöntő Kiki Bertens | Julia Görges Anna-Lena Grönefeld     | 1. kör Kiki Bertens       | L Kicsenok Olha Szevcsuk              | 1. kör Petra Martić         | Cara Black Lisa Raymond                 | 3. kör Kiki Bertens     | Caroline Garcia Katarina Srebotnik       |
| 2016       | 1. kör Kiki Bertens      | Sz Kuznyecova Roberta Vinci          | Negyeddöntő Kiki Bertens  | Caroline Garcia Kristina Mladenovic   | 2. kör Kiki Bertens         | Anna-Lena Grönefeld Květa Peschke       | 2. kör Kiki Bertens     | Asia Muhammadk Taylor Townsend           |
| 2017       | –                        | –                                    | 3. kör Kiki Bertens       | Csan Jung-zsan Martina Hingis         | 1. kör Kiki Bertens         | K Bondarenko Aleksandra Krunić          | 3. kör Kiki Bertens     | Lucie Hradecká Kateřina Siniaková        |
| 2018       | 1. kör Kiki Bertens      | Nagyija Kicsenok Anastasia Rodionova | 3. kör Kiki Bertens       | Barbora Krejčíková Kateřina Siniaková | 3. kör Kiki Bertens         | Alicja Rosolska Abigail Spears          | 2. kör Kiki Bertens     | Hibino Nao Okszana Kalasnikova           |
| 2019       | 3. kör Kirsten Flipkens  | Babos Tímea Kristina Mladenovic      | Elődöntő Kirsten Flipkens | Tuan Jing-jing Cseng Szaj-szaj        | 2. kör Kirsten Flipkens     | Nagyija Kicsenok Abigail Spears         | 1. kör Kirsten Flipkens | Viktória Kužmová A Szasznovics           |

## Év végi világranglista-helyezései
| Év     | 2004  | 2005 | 2006 | 2007 | 2008 | 2009 | 2010 | 2011 | 2012 | 2013 | 2014 | 2015 | 2016 | 2017 | 2018 | 2019 |
| Egyéni | 1183. | 491. | 382. | 314. | 169. | 170. | 68.  | 59.  | 73.  | 83.  | 70.  | 55.  | 51.  | 80.  | 76.  | 217. |
| Páros  | –     | 409. | 407. | 282. | 157. | 135. | 112. | 65.  | 276. | 146. | 148. | 36.  | 27.  | 20.  | 40.  | 33.  |